# Ойлтон (Оклахома)
Ойлтон (англ. Oilton) — місто (англ. city) в США, в окрузі Крік штату Оклахома. Населення — 885 осіб (2020).

## Географія
Ойлтон розташований за координатами 36°4′56″ пн. ш. 96°34′55″ зх. д. / 36.08222° пн. ш. 96.58194° зх. д. (36.082150, -96.581943).  За даними Бюро перепису населення США в 2010 році місто мало площу 2,74 км², уся площа — суходіл.

## Демографія
Згідно з переписом 2010 року, у місті мешкало 1013 осіб у 406 домогосподарствах у складі 280 родин. Густота населення становила 370 осіб/км².  Було 516 помешкань (188/км²).
Расовий склад населення:
| - 88,1 % — білих - 6,0 % — корінних американців - 0,6 % — чорних або афроамериканців - 0,2 % — вихідців з тихоокеанських островів - 0,2 % — азіатів |

До двох чи більше рас належало 4,8 %. Частка іспаномовних становила 2,0 % від усіх жителів.
За віковим діапазоном населення розподілялося таким чином: 27,3 % — особи молодші 18 років, 55,8 % — особи у віці 18—64 років, 16,9 % — особи у віці 65 років та старші. Медіана віку мешканця становила 38,2 року. На 100 осіб жіночої статі у місті припадало 90,1 чоловіків;  на 100 жінок у віці від 18 років та старших — 84,5 чоловіків також старших 18 років.
Середній дохід на одне домашнє господарство  становив 40 234 долари США (медіана — 31 923), а середній дохід на одну сім'ю — 43 803 долари (медіана — 34 167). Медіана доходів становила 38 095 доларів для чоловіків та 24 219 доларів для жінок. За межею бідності перебувало 26,6 % осіб, у тому числі 32,8 % дітей у віці до 18 років та 10,2 % осіб у віці 65 років та старших.
Цивільне працевлаштоване населення становило 397 осіб. Основні галузі зайнятості: виробництво — 14,9 %, освіта, охорона здоров'я та соціальна допомога — 14,9 %, роздрібна торгівля — 12,3 %.